# Phytomyza pallipes
Phytomyza pallipes este o specie de muște din genul Phytomyza, familia Agromyzidae, descrisă de Spencer în anul 1969.
Este endemică în Manitoba. Conform Catalogue of Life specia Phytomyza pallipes nu are subspecii cunoscute.